# Argia pallens
Argia pallens е вид водно конче от семейство Coenagrionidae. Видът не е застрашен от изчезване.

## Разпространение
Разпространен е в Гватемала, Мексико (Гереро, Керетаро, Морелос, Наярит, Оахака, Пуебла, Сонора и Халиско) и САЩ (Аризона, Ню Мексико и Тексас).

## Описание
Популацията на вида е стабилна.